# Diversidad sexual en Sáhara Occidental
Las personas LGBTI en el Sáhara Occidental se enfrentan a ciertos desafíos legales y sociales no experimentados por otros residentes.

## Colonia española
La historia de la homosexualidad en el Sáhara Occidental está ligada a la de la metrópoli española. Las leyes españolas eran de aplicación en el Sáhara mientras formó parte del país en forma de colonia, protectorado o provincia. En 1822, el Reino de España adoptó su primer código penal y las relaciones sexuales entre personas del mismo sexo fueron despenalizadas. En 1928, con la dictadura de Primo de Rivera, los actos homosexuales se recriminalizaron. En 1932, durante la II República, las relaciones homosexuales volvieron a ser legalizadas. En 1954, durante la dictadura de Francisco Franco, la Ley de Vagos y Maleantes fue modificada para perseguir a la homosexualidad de una forma más clara.
En 1976, España abandonó el territorio sin haber completado el proceso de descolonización. El Sáhara Occidental fue reclamado por Marruecos, lo que generó un conflicto con el Frente Polisario que perdura hasta la actualidad, manteniendo un limbo jurídico nacional e internacional.